# Episodi di Galavant (prima stagione)
La prima stagione della serie televisiva Galavant, composta da otto episodi, è andata in onda negli Stati Uniti sulla rete ABC dal 4 al 25 gennaio 2015.
La serie è inedita in Italia, ma negli Stati Uniti è disponibile su Hulu con il doppiaggio italiano.
| nº | Titolo originale           | Titolo italiano | Prima TV USA    | Prima TV Italia |
| -- | -------------------------- | --------------- | --------------- | --------------- |
| 1  | Pilot                      |                 | 4 gennaio 2015  | inedita         |
| 2  | Joust Friends              |                 | 4 gennaio 2015  | inedita         |
| 3  | Two Balls                  |                 | 11 gennaio 2015 | inedita         |
| 4  | Comedy Gold                |                 | 11 gennaio 2015 | inedita         |
| 5  | Completely Mad...Alena     |                 | 18 gennaio 2015 | inedita         |
| 6  | Dungeons and Dragon Lady   |                 | 18 gennaio 2015 | inedita         |
| 7  | My Cousin Izzy             |                 | 25 gennaio 2015 | inedita         |
| 8  | It's All in the Executions |                 | 25 gennaio 2015 | inedita         |

## Pilot
- Diretto da: Chris Koch
- Scritto da: Dan Fogelman

### Trama
Madalena viene rapita da Re Richard, ma quando il suo amore Galavant cerca di salvarla lei decide di abbandonarlo per avere il potere e le ricchezze che il re le offre. Galavant, disperato abbandona la vita da eroe finché la principessa Isabella di Valencia non chiede il suo aiuto per liberare il suo regno invaso da Re Richard, promettendogli che così potrà riavere la sua amata. Isabella in realtà sta ingannando Galavant perché Re Richard minaccia di uccidere i suoi genitori se lei non attira l'eroe nella trappola che egli ha preparato. Galavant parte quindi col proprio scudiero Sid e con Isabella alla volta di Valencia.
- Numeri musicali: Galavant; Galavant Rides; Galavant (Isabella Reprise); She'll Be Mine; Galavant Wrap-Up
- Guest star: Rory Wilton (barman)
- Ascolti USA: 7,42 milioni di telespettatori[3]

## Joust Friends
- Diretto da: Chris Koch
- Scritto da: Dan Fogelman

### Trama
Galavant per procurarsi i soldi per la sua impresa partecipa ad un torneo nel quale incontra il suo vecchio rivale, Sir Jean Hamm (John Stamos). Isabella lo costringe ad allenarsi e fa ubriacare Hamm prima dello scontro finale, così da far vincere Galavant. Questi però a causa dei troppi allenamenti è a malapena in grado di muoversi. Nella giostra entrambi i cavalieri cadono da cavallo e rimangono a terra, viene così annunciato che la vittoria sarà assegnata al primo che si alza, ed è Galavant a vincere. Nel frattempo Re Richard tenta di farsi insegnare da Gareth come essere più virile per tentare di impressionare Madalena, con scarso successo.
- Numeri musicali: Hero's Journey; Stand Up; Maybe You're Not the Worst Thing Ever
- Guest star: John Stamos (Sir Jean Hamm), Michael Jibson (maestro della giostra).
- Ascolti USA: 7,42 milioni di telespettatori[3]

## Two Balls
- Diretto da: Chris Koch
- Scritto da: Dan Fogelman

### Trama
I tre avventurieri si fermano a riposare nel paese natale di Sid. Lo scudiero ha raccontato ai suoi genitori e ai suoi compaesani di essere un grande eroe, e loro credono che lo scudiero sia Galavant e che Isabella sia la fidanzata di Sid. Durante i festeggiamenti in onore di Sid Galavant è costretto a stare con gli scudieri. Scopre così che da loro i cavalieri sonno considerati degli "stupidi in una lattina di metallo", mentre il duro lavoro degli scudieri non viene mai riconosciuto. Questo lo porta alla fine a confidarsi con Sid. Re Richard da un ballo per cercare di attirare a sé la benevolenza dei valenciani, ma gli unici rimasti vivi e in grado di suonare in tutta Valencia sono i boia, che quindi suonano al ballo, il quale non si rivela un successo. Al termine della giornata Re Richard scopre che Madalena ha una storia col giullare.
- Numeri musicali: Previously on Galavant; Oy! What a Knight; Jackass in a Can; Dance Until You Die
- Guest star: Nick Holder (eunuco pelato), Tim Plester (boia), Faith Prince (madre di Syd), Michael Brandon (padre di Syd)
- Ascolti USA: 4,11 milioni di telespettatori[4]

## Comedy Gold
- Diretto da: John Fortenberry
- Scritto da: Kat Likkel e John Hoberg

### Trama
Re Richard, ormai a conoscenza della tresca tra sua moglie e il giullare, si reca da quest'ultimo ma anziché punirlo gli chiede di insegnargli ad essere divertente, convinto che sia questa la qualità che ha portato Madalena a tradirlo col giullare. Il giullare prova ad impartire alcune lezioni di comicità al re, ma questi non è in grado di padroneggiarle. Il Re organizza poi uno spettacolo di Stand-up comedy da lui stesso interpretato, nella speranza di conquistare Madalena con l'umorismo, ma lo spettacolo è un insuccesso. Il giullare, preso dai sensi di colpa, non vuole più essere l'amante di Madalena, che quindi lo fa rinchiudere nelle segrete. Galavant, Sid e Isabella hanno ormai rapporti difficili e non riescono a collaborare tra loro, quando vengono catturati da un gruppo di pirati bloccati a terra a causa di un incidente che ha portato la loro nave a schiantarsi su una montagna. Il loro capo (Hugh Bonneville) spiega a Galavant che l'incidente è avvenuto perché hanno smesso di collaborare tra loro. Galavant allora si offre di aiutare i pirati a rimettere in mare la loro nave se loro gli daranno un passaggio fino a Valencia.
- Numeri musicali: Togetherness; Comedy Gold; Lords of the Sea; Togetherness (Reprise)
- Guest star: Hugh Bonneville (Capitano pirata), Daniel Hoffmann-Gill (pirata #1), Martin Collins (pirata #2), Adam Loxley (pirata #3)
- Ascolti USA: 4,11 milioni di telespettatori[4]

## Completely Mad...Alena
- Diretto da: John Fortenberry
- Scritto da: Kat Likkel e John Hoberg

### Trama
Galavant, Isabella e Sid arrivano a Valencia, dove vengono ospitati in un monastero i cui monaci hanno fatto voto di esprimersi solo cantando. Isabella si sente in colpa per come ha ingannato Galavant, ed è più volte sul punto di confessarglielo. I tre si introducono nel palazzo e vengono presi in trappola, quindi Galavant capisce che Isabella lo ha tradito. Nel frattempo Madalena ha scoperto il piano di Re Richard e decide di rendere lei stessa il controllo del regno, e convince lo Chef Vincenzo ad aiutarla. Lo Chef all'inizio è riluttante ma la regina lo convince promettendogli un appuntamento con la sua ancella Gwynne, di cui lui è innamorato. Galavant, Isabella e Sid vengono chiusi nelle segrete, dove trovano il re e la regina di Valencia (genitori di Isabella) e il Giullare.
- Numeri musicali: Galavant (Reprise); No One But You; Hey, Hey, We're the Monks; If I Could Share My Life With You
- Guest star: "Weird Al" Yankovic (monaco confessore)
- Ascolti USA: 3,42 milioni di telespettatori[5]

## Dungeons and Dragon Lady
- Diretto da: James Griffiths
- Scritto da: Kirker Butler

### Trama
Madalena ha dei piani per spodestare il marito e ottenere la corona per sé, tenta di portare dalla sua parte Galavant, il quale tuttavia capisce che lei non lo ama e non accetta. La regina tenta anche di ottenere la lealtà di Gareth, senza successo. Re Richard viene convinto dallo chef a recarsi dal mago Xanax (Ricky Gervais), il quale gli fa rivivere un episodio della sua infanzia nel quale è stato umiliato dal fratello maggiore Kingsley. Nelle segrete Galavant e Isabella riescono finalmente a confessarsi il loro amore. Re Richard, tornato al castello, decide di far imprigionare Madalena, la quale ha tuttavia chiamato in aiuto il fratello maggiore di Richard, il quale è intenzionato a riprendersi il trono al quale aveva rinunciato in giovane età.
- Numeri musicali: I Love You; A Day in Richard's Life; Love Is Strange
- Guest star: Rutger Hauer (Kingsley), Ricky Gervais (Xanax)
- Ascolti USA: 3,42 milioni di telespettatori[5]

## My Cousin Izzy
- Diretto da: Chris Koch
- Scritto da: Scott Weinger

### Trama
Galavant, ricordando gli insegnamenti di suo padre, elabora un piano per fuggire dalle segrete del castello e salvare tutti, mentre i genitori di Isabella le confidano di essere riusciti a mandare un messaggio a suo cugino il principe Harry, promesso sposo di Isabella, il quale sicuramente accorrerà al salvataggio. Re Richard sfida il fratello a duello, ma Kingsley sceglie Gareth come suo campione, e questi non può rifiutarsi. Galavant si offre allora come campione di Richard, sperando di sfruttare l'occasione a proprio vantaggio. Il duello viene tuttavia interrotto dall'arrivo del principe Harry, che si rivela essere solo un bambino, col suo esercito. In onore di Harry viene organizzato un pranzo. Gwymme, sapendo che queste situazioni in genere si concludono male per quelli del suo basso rango, convince Vincenzo ad avvelenare i piatti, ma all'ultimo lo chef ha un ripensamento e si limita a servire a ciascuno degli ospiti un piatto a cui è allergico. Così anche lui e Gwynne vengono rinchiusi, pur con grande divertimento per le reazioni allergiche dei nobili. Stufo delle offese del fratello, Richard decide di sfidarlo personalmente, Kingsley accetta che il re combatta di persona, ma non scende in campo lui stesso, lasciando la cosa al suo campione. Richard sarà quindi costretto a duellare con Gareth, la sua stessa guardia del corpo.
- Numeri musicali: This Is The Moment; A Happy Ending For Us
- Guest star: Rutger Hauer (Kingsley), Anthony Head (padre di Galavant), Harry Collett (giovane Galavant), Kemaal Deen-Ellis (Principe Harry)
- Ascolti USA: 4,37 milioni di telespettatori[6]

## It's All in the Executions
- Diretto da: Chris Koch
- Scritto da: Kristin Newman

### Trama
Prima che si svolga il duello tra il re e Gareth, Galavant tenta di ottenere la fiducia di Richard raccontandogli pettegolezzi su Madalena. Riesce a convincerlo a bere con lui, e i due ormai completamente ubriachi decidono di uccidere Kingsley nel sonno. Il piano fallisce ed entrambi vengono chiusi nelle segrete. Gareth decide di liberare di nascosto il re, ed incarica Galavant di portarlo al sicuro, minacciando di uccidere tutti i prigionieri, ma garantendogli che se il re starà bene questi saranno al sicuro. Galavant e Richard salpano quindi con i pirati. Madalena, scoperta la fuga dei due, ordina a Gareth di uccidere tutti gli altri, ma lui, per via della promessa fatta a Galavant, fa fuggire anche loro, tenendo con sé solo Sid come garanzia. Kingsley, venutolo a sapere vorrebbe punire Gareth, ma Madalena lo pugnala alle spalle uccidendolo, e quindi Gareth si siede sul trono di Valencia insieme a lei. Isabella, insieme ai suoi genitori, lo chef Vincenzo, Gwynne e il giullare, arriva al palazzo di suo cugino Harry, il quale la fa rinchiudere in una splendida stanza, simile ad una gigantesca casa per bambole, creata apposta per la sua promessa sposa. L'episodio si conclude con una canzone in cui la voce narrante si chiede come finiranno tutti i cliffhanger e se gli ascolti saranno sufficienti per avere una nuova stagione.
- Numeri musicali: Galavant Finale; We're Off On A Secret Mission; Goodnight My Friend
- Guest star: Rutger Hauer (Kingsley), Daniel Hoffmann-Gill (pirata #1), Martin Collins (pirata #2), Kemaal Deen-Ellis (Principe Harry)
- Ascolti USA: 4,37 milioni di telespettatori[6]